# Shinobu Sekine
Shinobu Sekine (Oarai, 20 september 1943 – Tokio, 18 december 2018) was een Japans judoka. 
Sekine behaalde zijn grootste successen in 1972 met het winnen van olympisch goud in het middengewicht en het winnen van de algemene Japanse judokampioenschappen.

## Resultaten
- Bronzen medaille op de Wereldkampioenschappen judo 1971 in Ludwigshafen am Rhein in de open klasse
- Goud op de Olympische Zomerspelen 1972 in München in het middengewicht

1964: Isao Okano ·
1972: Shinobu Sekine ·
1976: Isamu Sonoda ·
1980: Jürg Röthlisberger ·
1984: Peter Seisenbacher ·
1988: Peter Seisenbacher ·
1992: Waldemar Legień ·
1996: Jeon Ki-Young ·
2000: Mark Huizinga ·
2004: Zoerab Zviadaoeri ·
2008: Irakli Tsirekidze · 
2012: Song Dae-nam · 
2016: Mashu Baker · 
2020: Lasja Bekaoeri · 
2024: Lasja Bekaoeri